# Philodendron simmondsii
Philodendron simmondsii är en kallaväxtart som beskrevs av Simon Joseph Mayo. Philodendron simmondsii ingår i släktet Philodendron och familjen kallaväxter. Inga underarter finns listade.